# Wolf-Dietrich Wilcke
Wolf-Dietrich Wilcke (11 de marzo de 1913 - 23 de marzo de 1944) fue un piloto alemán de la Luftwaffe durante la Segunda Guerra Mundial. Voló en 732 misiones de combate en las que abatió 162 aeronaves enemigas, lo que hizo de él un as de la aviación. Alcanzó la mayor parte de sus victorias en el Frente Oriental, y 25 victorias en el Frente Occidental, incluyendo cuatro bombarderos pesados de cuatro motores.
Nacido en Schrimm, en la provincia de Posen, Wilcke se ofreció voluntario para cumplir el servicio militar en la Reichswehr del Tercer Reich, en 1934.[Notas 1] Habiendo servido inicialmente en la Heer (Ejército), fue transferido a la Luftwaffe (Fuerza Aérea) en 1935, donde recibió entrenamiento de vuelo y, posteriormente, fue colocado en la Jagdgeschwader "Richthofen" en abril de 1936. Tras cumplir servicio como instructor de pilotaje de cazas, fue voluntario a prestar servicio en la Legión Cóndor, durante la Guerra Civil Española, en 1939. De vuelta a Alemania, fue nombrado Staffelkapitän del 7. Staffel de la Jagdgeschwader 53 (JG 53). Tras el estallido de la Segunda Guerra Mundial, obtuvo su primera victoria aérea el 7 de noviembre de 1939. El 18 de mayo de 1940, durante la Batalla de Francia, fue abatido y hecho prisionero de guerra. Después del armisticio entre Alemania y Francia, fue liberado y nombrado Gruppenkommandeur del III. Gruppe de la JG 53, durante la Batalla de Inglaterra, consiguiendo abatir 10 aeronaves enemigas en los cielos británicos.
Wilcke fue después destacado para prestar servicio en la Operación Barbarroja, la invasión de la Unión Soviética. En esta operación, después de alcanzar la marca de 25 victorias, fue condecorado con la Cruz de Caballero de la Cruz de Hierro el 6 de agosto de 1941. En septiembre de 1941, fue enviado para el teatro de guerra del Mar Mediterráneo, donde consiguió obtener más victorias. A finales de mayo de 1942, fue transferido al cuartel-general de la Jagdgeschwader 3 (JG 3), y en agosto fue nombrado como Geschwaderkommodore. Tras su centésima victoria, el día 6 de septiembre, fue condecorado con la Cruz de Caballero de la Cruz de Hierro con Hojas de roble. Durante la Batalla de Stalingrado, el 17 de diciembre obtuvo su victoria número 150. El 23 de diciembre de 1942 fue condecorado con la Cruz de Caballero de la Cruz de Hierro con Hojas de roble y Espadas, teniendo ya 155 victorias aéreas. Tras recibir esta condecoración, le quedó prohibido volver a pilotar en combates aéreos. Pero aún despegaba ocasionalmente para ir en misiones de combate y el 23 de marzo de 1944, volando en plena Defensa del Reich, obtuvo su 162ª y última victoria, siendo muerto en combate por cazas P-51 Mustang de las Fuerzas Aéreas del Ejército de Estados Unidos, cerca de Schöppenstedt, en la Baja Saxónia.

## Juventud e inicio de carrera
Wilcke nació el 11 de marzo de 1913, en Schrimm, en la provincia de Posen, por aquel entonces parte del Reino de Prusia y actualmente parte de Polonia. Era hijo de un Hauptmann (capitán) del Regimiento de Infantería N.º 47, Hans Wilcke, que murió de neumonía cuando Wilcke tenía sólo cuatro semanas de edad. Su madre, Hertha von Schuckmann, se casó nuevamente el 14 de junio de 1919.[2] En 1931, Wilcke fue detenido por estar presente en una demostración ilegal del Partido Nacionalsocialista. Aunque su lealtad a la causa nacionalsocialista sea destacada varias veces en sus ficheros militares,[3] en consonancia con los biógrafos Prien y Stemmer, Wilcke era un firme oponente del régimen nacionalsocialista; más tarde en la carrera, algún tiempo tras adquirir el mando del III. Gruppe de la Jagdgeschwader 53 (JG 53), mandó pintar su avión en las partes por encima de las s, ocultándolas.[4]
Wilcke se presentó voluntario para cumplir servicio militar en la Reichwehr tras recibir el Abitur. Entró en el Regimiento de Artillería N.º 6 en Minden como Fahnenjunker el 1 de abril de 1934. Su guardián y padrastro, Friedrich von Scotti, también cumplía servicio militar en dicho regimiento.[2] Ya con el puesto de Fähnrich, Wilcke fue colocado en la Kriegsschule (Escuela de Guerra) en Dresde, el 1 de octubre de 1934. Un año después, el día 1 de noviembre, él fue transferido para la recién formada Luftwaffe, con el puesto de Oberfähnrich. El 20 de abril de 1936, mientras servía en una escuela de vuelo en Perleberg, fue ascendido a Leutnant (según teniente). A 15 de octubre, fue transferido nuevamente, esta vez para la Jagdgeschwader 132 Richthofen, bautizada así en honor al as de la aviación alemán de la Primera Guerra Mundial, Manfred von Richthofen, y precursora de la Jagdgeschwader 2.[5] Aquí, él fue además de las expectativas como piloto, demostrando excepcionales capacidades y habilidad de liderazgo, siendo por eso enviado para la Jagdfliegerschule de Werneuchen en la segunda mitad de 1937, para ser instructor de pilotaje.[6]
En marzo de 1939, Wilcke se ofreció voluntario para prestar servicio en la Legión Cóndor, durante la Guerra Civil Española. Durante algunas semanas voló con lo 1. Staffel del Jagdgruppe 88, sin conseguir cualquier victoria aérea.[7] Por su servicio en España, fue condecorado con la Cruz Española en Bronce con Espadas.[8] Durante a su recorrido militar por España, se hizo amigo de Werner Mölders, y cuando Mölders fue nombrado Gruppenkommandeur del recién-creado III. Gruppe de la JG 53, escogió a Wilcke como Staffelkapitän del 7. Staffel de la JG 53.[6]

## Segunda Guerra Mundial
La Segunda Guerra Mundial en Europa comenzó el viernes 1 de septiembre de 1939, cuando las fuerzas alemanas invadieron Polonia. Wilcke, que estaba destinado en el 3. Staffel de la JG 53, voló en misiones aéreas en Polonia. El 7 de noviembre de 1939 obtuvo su primera victoria aérea al abatir un caza bimotor Potez 630 de la Armée de l'Air, durante la Guerra de la Mentira, en el Frente Occidental.[9] Por esta prestación de combate fue condecorado con la Cruz de Hierro de segunda clase el 25 de noviembre de 1939.[6] Entre el 2 y el 16 de enero de 1940, Wilcke y otros pilotos del III Gruppe fueron vacacional para Vorarlberg.[10] El 11 de marzo, abatió un Potez a una altitud de 7000 metros cerca de Tripoint, al norte de Metz. Su tercera victoria aérea fue alcanzada el día 25 de marzo; lo 7. Staffel interceptó una formación de aviones Morane-Saulnier MS.406 a una altitud de 4000 metros, iniciando una batalla aérea en la que Wilcke abatió uno de los aviones Morane, en los cielos de Diedenhofen.[11]

### Batalla de Francia e Inglaterra
La Batalla de Francia, la invasión alemana de Francia y de los Países Bajos, comenzó el 20 de mayo de 1940. El 18 de mayo, Wilcke entró en un combate aéreo con ocho cazas Curtiss P-36 Hawk y fue abatido a oeste de Rethel.[12] El piloto que lo abatió probablemente debió de ser el sous lieutenant Camille Plubeau.[13] Wilcke consiguió saltar en paracaídas, pero fue capturado y hecho prisionero de guerra. Tras el armisticio del 22 de junio con Francia, Wilcke y Mölders, que también fue hecho prisionero de guerra, regresaron a la unidad el 30 de junio de 1940.[14] Wilcke fue ascendido a Hauptmann el día siguiente y volvió al mando del 7. Staffel. El 11 de julio de 1940, fue condecorado con la Cruz de Hierro de primera clase.[6]

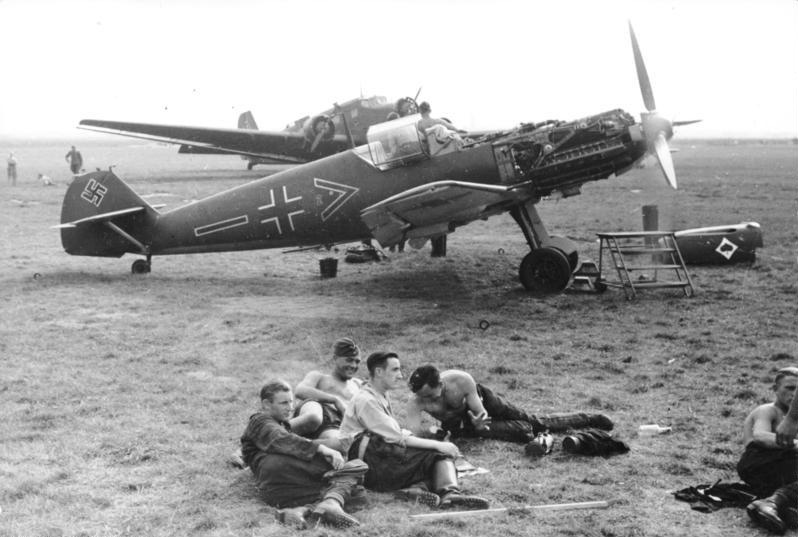
El Messerschmitt Bf 109 Y-1 de la JG 53, similar al pilotado por Wilcke

El 13 de agosto de 1940, durante la Batalla de Inglaterra, Wilcke sustituyó al Hauptmann Harro Harder como Gruppenkommandeur del III. Gruppe.[Notas 3] Harder fue visto por la última vez a las 13:35 del 12 de agosto y fue relatado como estando perdido en combate tras un combate aéreo cerca de la Isla de Wight. El día de su nombramiento Wilcke casi perdió la vida, habiéndose visto obligado a desistir de un combate después de que el motor de su avión fallara en los cielos del Canal de la Mancha. Fue rescatado en aquella noche por un hidroavión Dornier Del 18.[16] El 30 de agosto, el III. Gruppe fue destacado para realizar una misión de escolta a una formación de bombarderos alemanes; Wilcke destruyó un globo de barrera en la mañana de la misión y obtuvo su cuarta victoria al abatir un Supermarine Spitfire en las inmediaciones de Dover, durante la segunda misión del día.[17] El 1 de septiembre de 1940, en otra misión de escolta que comenzó a las 11:20, Wilcke obtuvo su quinta victoria al abatir un Hawker Hurricane a sur de Londres.[18] Su sexta victoria llegó el día 11 de septiembre, al abatir un biplano Fairey Swordfish entre Dover y Calláis.[19] El 15 de septiembre de 1940, el III. Gruppe se encontró con un grupo de entre 20 a 30 cazas al sur de Londres. En este combate, Wilcke abatió su segundo Hurricane. Dos días más tarde, en una misión que comenzó a las 16:35, Wilcke alcanzó su novena victoria con más un Hurricane.[20] Su décima victoria, otro Hurricane, fue obtenida en una misión direccionada al sur de Londres el día 20 de septiembre.[21] El último día de septiembre de 1940, Wilcke obtuvo dos victorias más, elevando su total para 12; esta acción transcurrió durante su segunda misión de aquel día, que comenzó a las 13:45, escoltando una formación de bombarderos Dornier Del 17 hasta Londres.[22] En un combate contra cazas Spitfire, Wilcke obtuvo la suya 13 victoria a las 11:45 del 10 de octubre de 1940, su última en la Batalla de Inglaterra.[23] En reconocimiento por sus hechos, fue condecorado con el Vaso de Honor de la Luftwaffe el 1 de abril de 1941.[6]

### Operación Barbarossa
El 8 de junio de 1941, el grueso de la JG 53 fue transferido, veía Jever, para el aeródromo de Mannheim-Sanfhofen en el norte de Alemania; aquí las aeronaves pasarían por un repaso de mantenimiento antes de ser destacadas para leíste.[24] A 12 de junio, el III. Gruppe fue ordenado para moverse para el aeródromo de Sobolewo. El 21 de junio, el Geschwaderkommodore de la JG 53 y sus comandantes de grupo fueron reunidos cerca de Suwałki, donde el Generalfeldmarschall Albert Kesselring dio las instrucciones finales para el ataque eminente. Esa misma tarde Wilcke pasó el mensaje para sus pilotos.[25] El día 22 de junio, la Geschwader entró en el espacio aéreo soviético en apoyo de la Operación Barbarossa, la invasión de la Unión Soviética, que abrió el Frente Oriental de la Segunda Guerra Mundial. El III. Gruppe despegó para su primera misión a las 3:20 con el cuartel-general y lo 7. Staffel en dirección a aeródromos soviéticos en Alytus y Oranji. Wilcke abatió tres cazas Polikarpov I-15.[26] La segunda misión del día consistió en una escolta de bombarderos Junkers Ju 87 a las 6:00, durante la que Wilcke abatió otra aeronave.[27] Lideró otro ataque a las 16:10, en el que obtuvo su quinta victoria del día, acción que hizo de él ás un día, elevando su total para 18 victorias.[28]
El 25 de junio de 1941, la JG 53 fue transferida con el III. Gruppe a llegar en Vilnius a las 8:30. El mismo día, Wilcke quedó con heridas ligeras tras chocar con una aeronave mientras intentaba despegar. Obtuvo su 19.ª victoria en la tarde del día 30 de junio, en una misión de vuelo en el área de Barysaw. El 1 de julio de 1941, Wilcke fue ordenado a formar el "Gefechtsverband Wilcke" (Grupo de Batalla Wilcke), y más tarde comandó su III. Gruppe y el II Gruppe de la JG 52 en un contraataque contra bombarderos soviéticos.[31] El 9 de julio, Wilcke destruyó una aeronave de ataque aire-suelo Petlyakov Pe-2.[32] El 25 de julio obtuvo más una victoria durante una misión de escolta en el área de Vyazma.[33] El 29 de julio de 1941, el III. Gruppe proporcionó defensa aérea a una formación alemana en el área de Dukhovshchina. Durante esta misión, Wilcke obtuvo otra victoria aérea. El día siguiente, en el área de Yartsevo-Bely, Wilcke abatió uno caza soviético Polikarpov I-180.[34] Por su prestación de servicio y las 25 victorias aéreas, el 6 de agosto de 1941 fue condecorado con la Cruz de Jinete de la Cruz de Hierro. El 9 de agosto, Wilcke y el teniente Herbert Schramm recibieron la condecoración de las manos del propio Kesselring.[35][36] El 23 de agosto de 1941, el 9º Ejército de la Wehrmacht comenzó el ataque a las fuerzas soviéticas en el área de Velikiye Luki. Wilcke abatió dos aviones soviéticos mientras providenciada apoyo aéreo a las tropas terrestres alemanas.[37] El III. Gruppe comenzó a regresar a Alemania en el inicio de octubre de 1941. El personal del Gruppe comenzó a dejar la Unión Soviética el 4 de octubre, mientras las unidades terrestres fueron transportadas de vuelta por tren. Desde el 22 de junio de 1941, el III. Gruppe abatió 769 aviones enemigos, a pesar de haber visto fallecer 6 pilotos, 7 quedaron perdidos en combate, dos fueron capturados y 12 quedaron heridos.[38]

### Norte de África y Malta

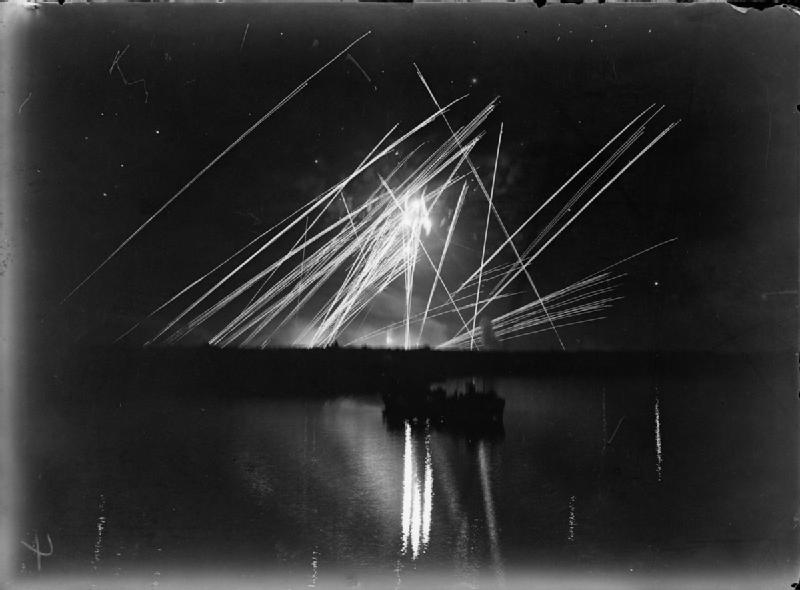
Holofotes apuntan al cielo nocturno durante un ataque aéreo contra Malta

Tras regresar a Alemania, el III. Gruppe fue enviado al teatro del Mediterráneo. Las unidades terrestres del III. Gruppe llegaron a Catania, en Sicilia, el 28 de noviembre de 1941. Wilcke y su adjunto Jürgen Harder llegaron el 2 de diciembre, juntamente con el resto del Gruppe a llegar el día siguiente. El 6 de diciembre de 1941, el III. Gruppe fue ordenado a moverse para Timimi, en Libia.[39] Wilcke obtuvo la suya 34.ª victoria el día 11 de diciembre, durante una misión de escolta a bombarderos Junkers Ju 88 que iban a bombardear Bir Hakeim.[40] Lo III. Gruppe fue transferido de vuelta para Sicilia el 17 de diciembre de 1941 para participar en el cerco de Malta. La isla de Malta tenía una posición estratégica en el Mar Mediterráneo. Con la apertura de un nuevo frente de guerra en el Norte de África a medio de 1940, las fuerzas británicas en la isla conseguían atacar embarcaciones del eje que viajaban de Italia hasta el Norte de África, transportando mercancías vitales para el esfuerzo de guerra alemán, además de llevar también militares y maquinaria de guerra. Para contra-atacar esta amenaza constante, la Luftwaffe y la Regía Aeronautica (la fuerza aérea italiana) realizaron varios ataques de bombardeo para neutralizar las defensas de la RAF y de los puertos marítimos. Durante el cerco, Wilcke abatió cuatro aviones de la RAF, entre abril y mayo de 1942. Su primera victoria durante el cerco, la 35ª, fue contra un Spitfire el 2 de abril de 1942.[41] La 36.ª fue el 22 de abril, al abatir un Hurricane del Escuadrón N.º 185 de la RAF, pilotado por el oficial "Sonny" Ormrod, que falleció al ser abatido.[42] El 12 de mayo de 1942, el III. Gruppe destruyó nueve cazas Spitfire, con Wilcke destruyendo uno de ellos.[43]

### Comandante de la JG 3
El 18 de mayo de 1942, Wilcke fue transferido para la Jagdgeschwader 3 "Udet" (JG 3), bautizada en honor del as de la aviación de la Primera Guerra Mundial Ernst Udet. De vuelta al Frente Oriental, Wilcke se hizo Geschwaderkommodore de la JG 3 el día 11 de agosto, sustituyendo al Oberst Günther Lützow, que había sido transferido para el equipo del General dé Jagdflieger como Inspector de Cazas Diurnos en el Frente Oriental.[35] Operando a partir de un aeródromo en Chuguyev, la JG 3 participó en combates aéreos en el área de Járkov, actualmente Carcóvia, durante la Segunda Batalla de Carcóvia. El 26 de junio de 1942, la JG 3 fue reunida en Schtschihry, en el sector sur del Frente Oriental, para la ofensiva de verano que se planeaba para apoyar el avance de la Wehrmacht en dirección la Stalingrado. Durante los meses siguientes, la JG 3 estuvo ubicada en aeródromos en las localidades de Gorshechnoye, Olkhovatka, Millerovo, Nowy-Cholan, Frolovo, Tuzov y Pitomnik.[44]
El 13 de junio de 1942, Wilcke obtuvo su primera victoria con la JG 3, abatiendo uno caza Lavochkin-Gorbunov-Goudkov LaGG-3, alcanzando la suya 39.ª victoria. El 22 de junio volvió a abatir más un LaGG-3, y el 24 de junio abatió dos aviones enemigos más, un LaGG-3 y un Polikarpov R-5.[45] El 3 de julio de 1942, abatió tres bombarderos medios Douglas Boston, seguidos por dos LaGG-3 y Douglas Boston el día siguiente. El 6 de julio volvió a hacerse as un día, abatiendo el mismo día un Bell P-39 Aircobra, un LaGG-3, una R-5 y tres Hurricane. Tres días después, abatió dos Ilyushin Il-2 Sturmovik y, a 10 de julio, cuatro bombarderos Boston. El día siguiente, abatió un R-5 y dos Mikoyan-Gurevich MiG-1. El 12 de julio, volvió a abatir un R-5 y dos LaGG-3, y el día 18 más un LaGG-3. El 24 de julio fue acreditado por haber abatido un biplano Polikarpov I-153 y dos días después dos cazas Hurricane y dos Pe-2. Entre los días 27 y 28 de julio abatió un LaGG-3, su última victoria en julio de 1942.[46]

Emblema de JG 3 "Udet"

Las primeras victorias de Wilcke el mes de agosto de 1942, un bombardero liviano Sukhoi Su-2 y dos LaGG-3, ocurrieron el día 5 y 6 de agosto. El 9 de agosto alegó haber abatido una aeronave sin conseguir identificar el fabricante, la plantilla o el tipo, alcanzando las 79 victorias aéreas. El 12 de agosto volvió a declarar una victoria sobre una aeronave desconocida. Las siguientes ocho victorias fueron también todas declaradas como siendo contra aeronaves desconocidas (dos el 13 de agosto, una el 17, tres el 20 y dos el 23). Su victoria del 26 de agosto fue identificada como habiendo sido contra un Yakovlev Yak-7, y las dos siguientes fueron contra aeronaves desconocidas. Posteriormente, una serie de aeronaves desconocidas fueron declaradas como abatidas.[46] El 28 de agosto destruyó una aeronave enemiga, el día 30 más una y el 31 de agosto se siguieron cuatro más, elevando su total de victorias aéreas para 96.[47] Wilcke obtuvo las dos victorias siguientes el 3 de septiembre y dos más el 6 de septiembre, siendo las cuatro desconocidas.[48] Esto llevó a que hubiera declaradas 100 victorias aéreas. Wilcke fue el 20º piloto de la Luftwaffe en alcanzar esta marca.[49] El 9 de septiembre de 1942, se convirtió en el 122.º militar de la Wehrmacht condecorado con la Cruz de Jinete de la Cruz de Hierro con Hojas de Carvalho.[35]

### Batalla de Stalingrado
Entre 10 y 19 de septiembre de 1942, Wilcke obtuvo una serie de victorias contra aeronaves no identificadas (una el 10 de septiembre, una el 12, cuatro el 18 y una el 19).[48] El 16 de septiembre de 1942, los soviéticos lanzaron una ofensiva a norte de Stalingrado. Wilcke lideró cerca de 40 cazas alemanes contra lo 8º Ejército Aéreo, el 16º Ejército Aéreo y la 102.ª División de Aviación de Combate para la Defensa Aéreo del País, tres unidades aéreas soviéticas en operación en los cielos de Stalingrado. En esta altura, Wilcke volaba frecuentemente con el Hauptmann Walther Dahl cómo suyo ala.[50] El 20 de septiembre de 1942, Wilcke abatió dos LaGG-3.[48] Dos días más tarde, abatió seis cazas soviéticos Yakolev Yak-1 por encima de Stalingrado, la tercera vez que se sagrou ás un día, elevando su total de victorias aéreas para 116. ES posible que uno de sus oponentes fuera el Leytenant (según teniente) Nikolai Karnachyonok del 434º Regimento de Aviación de Caza, que fue muerto en combate aquel mismo día y declarado Héroe de la Unión Soviética tras fallecer.[51] El Geschwaderstab (cuartel-general de la unidad) estaba colocado en el aeródromo de Pitomnik, y allá permaneció entre el 23 de septiembre y el 21 de noviembre de 1942. Aquí, Wilcke dirigió operaciones aéreas de caza para la Batalla de Stalingrado. Durante la ofensiva anterior contra la ciudad, el Geschwaderstab de la JG 3 alcanzó 137 victorias, de las cuales 97 fueron obra de Wilcke.[44] Mientras estuvo en Pitomnik, Wilcke abatió cuatro aviones enemigos el 24 de septiembre, uno el 25, tres el 28, cuatro el 29, unp el 3 de octubre y dos más el 24 de octubre.[48] El 25 y el 26 de octubre abatió un avión enemigo cada uno de esos días, habiendo abatido posteriormente dos más el 1 de noviembre, alcanzando las 135 victorias aéreas.[52] Por su prestación de servicio, fue condecorado con la Cruz Alemana el 3 de noviembre de 1942.[35]
En el rescaldo del cerco del 6º Ejército de la Wehrmacht el 23 de noviembre de 1942, el Geschwaderstab fue movido para Morozovskaya, fuera del área de Stalingrado. Wilcke organizó misiones de escolta para que aeronaves de transporte pudieran entregan suministros y mercancías al 6º Ejército. Presionados por los soviéticos en avance, Morozovskaya tuvo que ser abandonada por el Geschwaderstab el 23 de diciembre, y las aeronaves fueron movidos para una zona más a sur, que aún no era amenazada por el Ejército Soviético. El 3 de enero de 1943, también este aeródromo tuvo que ser evacuado, y el Geschwaderstab fue transferido para Tazinskaya, donde permaneció hasta la batalla por Stalingrado llegar al fin. Durante este periodo de operaciones el Geschwaderstab obtuvo 25 victorias, 21 de Wilcke y 4 de Dahl, habiendo perdido sólo dos pilotos.[44] El 24 de noviembre de 1942 Wilcke abatió dos aviones enemigos, un Il-2 Sturmovik y un Yak-1. El 30 de noviembre abatió tres aeronaves de tipo desconocido, el 2 de diciembre abatió otra, y el día 8 tres más. Cuatro victorias fueron declaradas el día 12, un Lavochkin La-5 y tres Yak-1, elevando su total de victorias a 148.[52] Wilcke pasó a ser el cuarto piloto alemán que alcanzaba la marca de 150 victorias aéreas.[Notas 4] Él alcanzó esta marca el 17 de diciembre, al obtener las victorias 149, 150 y 151. El día siguiente abatió otras tres aeronaves.[52] Tras su 154ª victoria, fue condecorado con la Cruz de Jinete de la Cruz de Hierro con Miras de Carvalho y Espadas el 23 de diciembre de 1942, el 23º miembro de la Wehrmacht en recibir esta honra. Juntamente con esta condecoración, le quedó prohibido volver a realizar misiones de combate.[54] Aunque tenía prohibido combatir,[Notas 5] abatió dos aeronaves enemigas más en el Frente Oriental, un Yak-1 el 28 de diciembre y una aeronave desconocida el 5 de enero de 1943.[52]
En marzo de 1943, Wilcke lideró el Geschwaderstab, el II. Gruppe y el III. Gruppe durante operaciones aéreas de apoyo a la embestida alemana en el Cáucaso, como parte del Iv.fliegerkorps. En el inicio de mayo de 1943, el Geschwaderstab fue ordenado a retirarse de la línea del frente y regresó la München-Gladbach, actual Mönchengladbach. Wilcke quedó sólo con el Geschwaderstab y el I. Gruppe bajo su mando y hasta octubre de 1943 más ninguna misión de combate fue realizada.[56]

### Defensa del Reich
Wilcke fue promovido la Oberst (Coronel) el 1 de diciembre de 1943 y pidió permiso para volar en misiones operacionales y liderar su Geschwader en el aire.[54] En febrero de 1944, aunque aún le estuviera prohibido volar, Wilcke ignoró las órdenes superiores y voló en diversas misiones, liderando su Stabsschwarm contra las Fuerzas Aéreas del Ejército de Estados Unidos (USAAF) en la Defensa del Reich.[56] Obtuvo su 157ª victoria al abatir un Lockheed P-38 Lightning, el 10 de febrero, y su 158ª victoria al abatir un Consolidated B-24 Liberator el 24 de febrero. El 4 de marzo de 1944 abatió dos bombarderos Boeing B-17 Flying Fortress, llegando a las 160 victorias aéreas.[57] El 6 de marzo, su Bf 109G-6 quedó dañado en un combate aéreo y si se salvó fue gracias a un aterrizaje de emergencia en Neuruppin.[58] Los combates aéreos del 6 de marzo costó un elevado precio en bajas a ambos bandos. La Octava Fuerza Aérea perdió 75 bombarderos de cuatro motores y 14 cazas de escuela, y la Luftwaffe perdió 65 aeronaves, 36 pilotos fallecieron y 27 quedaron heridos.[59]
El 23 de marzo de 1944, Wilcke lideró la JG 3 contra una formación de bombarderos de la USAAF cerca de Braunschweig. Ese día la USAAF estaba atacando fábricas de aeronaves en Braunschweig y otros blancos estratégicos en Münster, Osnabrück y Achmer. En el total, la Octava Fuerza Aérea había empleado 768 bombarderos B-17 y B-24 en este ataque, apoyados por 841 cazas de largo alcance. La Luftwaffe contraatacó con 13 Gruppen de cazas diurnos, reuniendo una fuerza de sólo 259 cazas. Tras el combate, la Luftwaffe declaró haber destruido 51 aeronaves enemigas, incluyendo 44 bombarderos de cuatro motores, y haber perdido 16 pilotos muertos y quedando con seis heridos, además de haber quedado con 33 aeronaves destruidas. Por otro lado, la USAAF declaró haber perdido sólo 29 bombarderos y 5 cazas, mientras destruyó 62 cazas de la Luftwaffe y dos más en tierra.[59] Durante este encuentro, Wilcke abatió una B-17 Flying Fortress y un North American P-51 Mustang, pero después fue abatido cerca de Schöppenstedt.[60][61] Se asume que los militares que lo abatieron fueron los capitanes Don Gentile y John Trevor Godfrey.[62] A esas alturas, Wilcke había abatido 162 aeronaves enemigas al largo de 732 misiones de combate.[63] Su muerte fue anunciada en el Wehrmachtbericht, un boletín informativo publicado por el cuartel-general de la Wehrmacht, el 30 de marzo.[64]
Wilcke había ganado la alcunha de "Fürst" (príncipe) de sus camaradas debido a su actitud para con sus hombres y por su sentido paternal de responsabilidad.[65] También prestaba mucha atención a su estilo y su apariencia, usando un casaco de cabezal muy caro, una imagen de marca que también contribuyó para su alcunha.[66] La ceremonia de su funeral fue realizada en el aeródromo de Mönchengladbach y entre los asistentes figuró su padrastro. Wilcke fue enterrado en la sección de honra del cementerio de Mönchengladbach-Holt.[54]

## Condecoraciones
- Cruz Española en Bronce con Espadas[67]
- Distintivo de Herido en Negro[67]
- Distintivo de Vuelo del Fronte de la Luftwaffe en Oro con la inscripción "700"[67]
- Distintivo de Piloto/Observador[67]
- Cruz de Hierro (1939)
  - 2ª Clase (25 de noviembre de 1939)[68]
  - 1ª Clase (11 de julio de 1940)[68]
- Trofeo de Honra de la Luftwaffe (1 de abril de 1941)[6]
- Cruz Alemana en Oro, el 3 de noviembre de 1942, como Mayor en la Jagdgeschwader 3[69]
- Cruz de Jinete de la Cruz de Hierro con Hojas de Carvalho y Espadas
  - Cruz de Jinete el 6 de agosto de 1941, como Capitán y Gruppenkommandeur en el III./Jagdgeschwader 53[70][71][72]
  - Hojas de Carvalho el 9 de septiembre de 1942, como Capitán y Geschwaderkommodore de la Jagdgeschwader 3 "Udet"[70][72][73][Notas 6]
  - Espadas el 23 de diciembre de 1942, como Mayor y Geschwaderkommodore de la Jagdgeschwader 3 "Udet"[70][75][76]
- Mencionado en el Wehrmachtbericht